# Arena u Veroni
Arena u Veroni (tal. Arena di Verona) dobro je očuvan rimski amfiteatar. Nalazi se talijanskom gradu Veroni i međunarodno je poznat po velikim opernim predstavama. Jedna je od najbolje očuvanih antičkih građevina te vrste.
Izvorno je arena bila veličine 152 x 123 metara. Danas je 138 x 109 m a visina 24,1 metara. Arena u Veroni je nakon Koloseja u Rimu i areni Capua - treći po veličini očuvani rimski amfiteatar. Nudi mjesto za 22.000 gledatelja.

## Povijest
Arena je izgrađena oko 30. godine nakon Krista izvan tada rimskih zidina Verone. U rimsko doba, arena je imala mjesta za preko 30.000 gledatelja, a služila za gladijatorske borbe i druga natjecanja. Nakon potresa u 1117. najveći dio vanjskog prstena bio je uništen, a arena služila kao kamenolom za izgradnju srednjovjekovne Verone.

## Galerija
- Fasada
- Unutrašnjost

## Vanjske poveznice
- sluzbena stranica, engl.